# رائول دوس سانتوس
رائول دوس سانتوس (انگلیسی: Raúl Dos Santos؛ زادهٔ ۱۹ آوریل ۱۹۶۷ – درگذشتهٔ ۴ ژوئیهٔ ۲۰۲۴) بازیکن فوتبال اهل اروگوئه بود که در پست مهاجم بازی می‌کرد.

## حرفه‌ای
دوس سانتوس کار خود را در زادگاهش اروگوئه و با بازی برای باسانز آغاز کرد. در سال ۱۹۹۱، دوس سانتوس با دفنسور اسپورتینگ قرارداد امضا کرد و یک سال برای این باشگاه بازی کرد. در سال ۱۹۹۲، دوس سانتوس به اسپانیا نقل مکان کرد و با آلباسته قرارداد امضا کرد.
وی همچنین در تیم ملی فوتبال اروگوئه بازی کرده‌است.
وی در ۴ ژوئیهٔ ۲۰۲۴، در ۵۷ سالگی به علت سرطان درگذشت.